# Ель-Баррако
Ель-Баррако (ісп. El Barraco) — муніципалітет в Іспанії, у складі автономної спільноти Кастилія-і-Леон, у провінції Авіла. Населення — 2101 особа (2010).
Муніципалітет розташований на відстані близько 80 км на захід від Мадрида, 20 км на південь від Авіли.
На території муніципалітету розташовані такі населені пункти: (дані про населення за 2010 рік)
- Ель-Баррако: 2054 особи
- Лас-Крусерас: 7 осіб
- Ла-Рінконада: 40 осіб

## Демографія
Динаміка населення (INE ):

## Галерея зображень

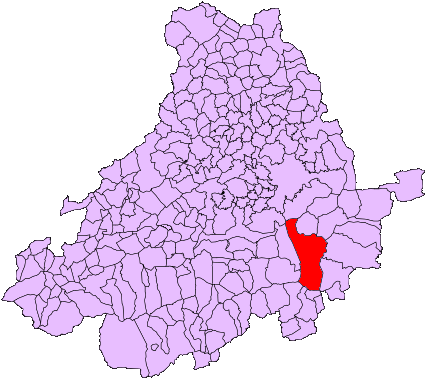
Розташування муніципалітету Ель-Баррако